# Vittoria Febbi
Vittoria Febbi (Asmara, 1939) es una actriz y actriz de voz italiana.

## Actriz de voz
Es la voz italiana de Gena Rowlands, Sigourney Weaver y Zerrin Tekindor.
- Datos: Q4015218
- Multimedia: Vittoria Febbi / Q4015218